# Russ Freeman
Russell Donald Freeman (Chicago, 28 mei 1926 - Las Vegas, 27 juni 2002) was een Amerikaanse jazzpianist, componist en producent.

## Carrière
Freeman, die een klassieke piano-opleiding had, werkte tijdens de jaren 1940 in Los Angeles met muzikanten als Howard McGhee, Al Killian, Dexter Gordon, Wardell Gray, Sonny Criss, Shelly Manne, Shorty Rogers en Art Pepper. In 1947 trad hij op met Charlie Parker en nam hij in 1954 in Boston op met Serge Chaloff. Zijn klassieke piano-opleiding kwam hem in de West Coast Jazz van pas, waarvoor hij zijn bopstijl met eigenzinnige dramatische elementen doordrukte. In 1953/1954 behoorde hij tot het kwartet van Chet Baker, voor wie hij ook componeerde. Sinds 1955 werkte hij elf jaar met de drummer Shelly Manne in diens band Shelly Manne & His Men. Reeds eerder namen ze samen een reeks duetten op in 1954. In 1956 volgde zijn bekendste nummer The Wind, een third stream-ballade. Bovendien werkte hij in 1958/1959 ook met Benny Goodman. Hij was betrokken bij platen van Zoot Sims, Art Pepper, Maynard Ferguson, Clifford Brown en Lambert, Hendricks & Ross. Als A&R-man en producent bij Pacific Records ontdekte hij in 1953 Richard Twardzik.
Sinds begin jaren 1960 trok hij zich beetje bij beetje terug uit het jazzcircuit. Hij richtte in 1962 een uitgeverij op, componeerde schlagers, speelde en arrangeerde soundtracks voor televisie en film en trad nog slechts sporadisch op.

## Overlijden
Russ Freeman overleed in juni 2002 op 76-jarige leeftijd.

## Discografie

### Albums
- 1953: Russ Freeman Trio [Pacific Jazz]
- 1953: Trio with Richard Twardzik (met Joe Mondragon, Monty Budwig, Shelly Manne)
- 1956: Freeman/Baker Quartet
- 1957: Double Play
- 1982: One on One (Contemporary Records) met Shelly Manne

### Compilaties
- 1986: The Complete Pacific Jazz Live Recordings of the Chet Baker Quartet with Russ Freeman (1954) – (Mosaic) – 4 lp's met Carson Smith, Bob Neel

- Bibliothèque nationale de France: cb13894149d (data)
- Gemeinsame Normdatei: 134377451
- International Standard Name Identifier: 0000 0001 2026 962X
- Library of Congress Control Number: n80097120
- MusicBrainz: eeae656e-6b1a-4dea-9b45-100de09d1d49
- Nationale Bibliotheek van Tsjechië: ola2002153729
- Nationale Bibliotheek van Israël: 987007332269505171
- Nederlandse Thesaurus van Auteursnamen: 141715650
- Istituto Centrale per il Catalogo Unico: LO1V270085
- Système universitaire de documentation: 15683894X
- Virtual International Authority File: 61731806
- WorldCat: E39PBJhH74VhbDqddhvxrvmmVC